# Podłęż (gmina)
Podłęż – dawna gmina wiejska istniejąca w latach 1868–1954 w woj. lubelskim/warszawskim. Siedzibą władz gminy był Podłęż.
Gmina została utworzona w 1868 roku, za Królestwa Polskiego. Na mocy postanowienia Komitetu Urzędującego Królestwa Polskiego z dnia 17 stycznia 1867 roku gmina Podłęż weszła w skład powiatu garwolińskiego guberni siedleckiej. Gmina należała do sądu gminnego okręgu III w Maciejowicach. W skład gminy wchodziły: Bączki, Celinów, Domaszew, Krępa, Krępskie-Budy, Leonów, Lewików, Lipniki, Ostrów, Podłęż, Podłęzkie-Budy, Podwierzbie, Podwierzbiańska Kępa, Pogorzelec, Samogoszcz, Tarnówek i Tarnowska Ruda. Miała 14652 mr. obszaru i liczyła 2688 mieszkańców. 
W 1919 roku gmina weszła w skład w woj. lubelskiego. Od 1933 roku rady gminne ustanowione zostały jako organy stanowiące i kontrolujące a zarządy gminne zostały ustanowione jako organ zarządzający i wykonawczy. 1 kwietnia 1939 roku gminę wraz z całym powiatem garwolińskim przyłączono do woj. warszawskiego. W okresie okupacji gmina została pozbawiona samorządu, zarządzał nią wójt przy pomocy doradców gminnych. 1 września 1944 roku powołono radę gminną. 
Po wojnie gmina zachowała przynależność administracyjną. 1 lipca 1952 roku gmina składała się z 11 gromad: Budy Krempskie, Celinów, Domaszew, Leonów, Lewików, Ostrów, Podłęż, Podwierzbie, Pogorzelec, Ruda Tarnowska i Samogoszcz. 
Gmina została zniesiona 29 września 1954 roku wraz z reformą wprowadzającą gromady w miejsce gmin. Jednostki nie przywrócono 1 stycznia 1973 roku po reaktywowaniu gmin, a jej dawny obszar wszedł w skład gmin Maciejowice, Łaskarzew i Wilga.
Zobacz też: gmina Podłęże